# ماندلین (ایلینوی)
ماندلین (به انگلیسی: Mundelein) یک روستا در ایالات متحده آمریکا است که در شهرستان لیک، ایلینوی قرار دارد. ماندلین ۲۵٫۷۵ کیلومتر مربع مساحت و ۳۱٬۰۶۴ نفر جمعیت دارد.